# 눌러찍기무늬토기
눌러찍기무늬토기(-土器)는 신석기 시대에 사용된 토기이다. 한반도의 남해안 지역에서 많이 출토되었다.
만드는 방법과 무늬의 형태가 다양한데 모두 손가락·동물뼈·나뭇가지 등의 도구로 무늬를 찍어 만들었다.

## 같이 보기
- 한국의 신석기 시대